# نادي أمستردام لكرة السلة
نادي أمستردام لكرة السلة (بالهولندية: ABC Amsterdam) كان فريق كرة سلة هولندي للمحترفين تأسس في 21 يوليو 1995 يقع مقره في أمستردام. تم حل الفريق في 11 أغسطس 2011

## الإنجازات

### البطولات المحلية
الدوري الهولندي لكرة السلة
- الفوز (7): 1998–99، 1999–00، 2000–01، 2001–02، 2004–05، 2007–08، 2008–09

### المنافسات الأوروبية
كأس كوراتش لكرة السلة
- نصف النهائي (1): 2000-01

## أبرز اللاعبين
من أبرز اللاعبين الذين لعبوا معه:
- أوريون غرين